# Numia deceptrix
Numia deceptrix är en fjärilsart som beskrevs av W. Warren 1905. Numia deceptrix ingår i släktet Numia och familjen mätare. Inga underarter finns listade i Catalogue of Life.